# 原海聖
原 海聖（はら かいと、2001年7月27日 - ）は、アメリカ合衆国インディアナ州インディアナポリス出身のプロ野球選手（内野手）。右投右打。

## 経歴
インデイアナ州インディアナポリスで生まれ、6歳からテキサス州ヒューストンで育つ。小学生の時に次兄の影響で野球を始める。14歳で高校からフロリダ州のIMGアカデミーに進学。4年次に最高位チームに所属し全米春の選抜大会で優勝経験がある。また、サマーリーグでもフロリダ州において毎年10月に行われるパーフェクト・ゲーム主催の全国大会の優勝メンバーでとなっている。チームメイトにリース・ハインズ、ジョシュ・リベラ、ミッチェル・タッカーがいる。高校時代は通算打率.375の成績を残した。
2019年に高校を卒業後、NCAADivision1のミッド・アメリカン・カンファレンス所属であるオハイオ州立アクロン大学に進学。その後、同州のマイアミ大学院に編入。大学通算成績は打率.273、2本塁打、32盗塁、83三振に対して80四球と選球眼が良い選手であった。
2023年11月にマイアミ大学院を休学し、同月に沖縄県で行われたジャパンウィンターリーグに参加し、ベースボール・チャレンジ・リーグ（BCリーグ）の茨城アストロプラネッツにスカウトされ入団。
経済データ分析専攻学修士休学と言う珍しい経歴の選手である。
2024年は48試合に出場して打率.301、1本塁打、14打点、9盗塁9，25三振、20四球という成績を残した。